# Axel Törneman
Johan Axel Gustaf Törneman (28 d'octubre de 1880 – 26 de desembre de 1925) va ser un pintor suec que va evolucionar la seva obra des de l'estil modernista i va ser un dels primers artistes expressionistes suecs, i va esdevenir una part de l'avantguarda artística internacional després d'abraçar l'art més abstracte d'Alemanya i França desenvolupats durant els primers anys 1900. Va crear la majoria de les seves pintures més famoses: Cafè de Nit I i II, i Trait, a França durant 1905. Aquestes pintures de cafès de nit, fetes a partir d'estudis de la place Pigalle, i en altres cabarets populars entre els artistes com ara Café du Rata Mort (Cafeteria de la Rata Morta), són considerades dues de les obres més importants del modernisme suec.
Törneman va obtenir rang internacional el 1905 al Saló de Tardor a París amb Trait I, i amb el seu Narragansett Café el 1906. Va anar per pintar murals i decoracions en edificis públics com l'Institut Reial de Tecnologia (KTH), l'Ajuntament d'Estocolm, i altres edificis d'Estocolm com Norra Latín, Ragnar Östberg Östermalms läroverkl, i la segona cambra del Palau del Parlament de Suècia. Les pintures de Törneman van ser reconegudes amb la medalla d'or a l'Exposició Internacional Panamà – Pacífic, a San Francisco el 1915.
Va morir després de només una dècada de vida i obra creativa, a l'edat de 45 anys, a Estocolm, després de diverses hospitalitzacions per malalties gastrointestinal.

## Infància
Johan Axel Gustaf Törneman va néixer el 28 d'octubre de 1880 a Persberg, Värmland, a Suècia. Era fill de John Algot Törneman, un enginyer d'una fàbrica d'explosius; la seva àvia va ser Gustafva Bjorklund, autora de llibres de receptes.

## Educació, viatges, i primeres obres
Törneman va estudiar a l'Escola d'Art Värmland a Göteborg el 1899 amb Carl Wilhelmson, llavors va fer un curt viatge a terres nòrdiques abans de viatjar pel continent europeu per estudiar els anys 1900–1905. A Europa va estudiar a Kunstakademie München (ara Acadèmia de Belles Arts de Múnic), llavors va anar a Dachau per estudiar amb Adolf Hölzel, i més tard va estar en actiu a París durant quatre anys, i també al poble bretó de Coudeville. A Múnic va ser influït pel modernisme i el simbolisme, i pels artistes Arnold Böcklin, Franz von Stuck, i altres. Durant el seu temps a París, els amics de Törneman eren capaços de localitzar-lo seguint els croquis que deixava als cafès per on passava. A París va estudiar a l'Académie Julian, i després de veure l'obra de Van Gogh i Gauguin, va il·luminar més la seva paleta.

## Carrera a França i Suècia
A més a més de les seves moltes pintures sobre tela, Törneman va produir, en diferents etapes de la seva carrera, il·lustracions per a projectes comercials, així com pintura al fresc i murals a gran escala en espais públics. Va treballar en diversos estils a més del modernisme. Va ser un del primers expressionistes suecs, i va esdevenir una part de l'avantguarda internacional dins l'art després d'haver-hi abraçat el llavors nou, art més abstracte d'Alemanya i França durant la dècada de 1900.
Les seves pintures de cafès de nit, es varen basar en estudis de la place Pigalle i d'un cabaret popular entre els artistes, el Café du Rata Mort, són dos de les millors obres del modernisme suec, tot i que alguns crítics afirmen que estava menys influït pel modernisme francès que pels alemanys. Tres d'aquestes obres: Cafè de Nit I i II, i Trait, va ser pintades el 1905 a França. Törneman va obtenir rang internacional el 1905 al Saló de Tardor a París amb Trait I, i amb el seu Narragansett Café el 1906.
Va retornar a Estocolm, a Katarinavägen, al pis del costat de l'estudi del crític i principal competidor seu, Isaac Grünewald, en un edifici on també estava l'escultor i amic Christian Eriksson. Alguns dels seus contemporanis hi havia Sigrid Hjertén (1885–1948), Gösta Von Hennigs (1866–1941) i Leander Engström (1886–1927).
Es va casar el 1908 i va tenir un fill l'any següent. Va viatjar de forma esporàdica a Europa per temes relatius a la seva obra, com ara el 1912, a Venècia.
També va pintar murals i decoracions en edificis públic com l'Institut Reial de Tecnologia (KTH), Sala de Ciutat de l'Estocolm, altres edificis d'Estocolm com Norra Latin, Östermalms läroverk, Östra Real, i la segona cambra del Palau del Parlament. Va començar el sostre de la De elektriska strömmarna (El corrent elèctric) el 1918, en una sala de conferència de la KTH. Aquests ambiciosos projectes de pintura varen ser tema discutits, però quan els va completar va rebre elogis unànimes de la crítica, però van desaparèixer de la vista fins al seu redescobriment (veu a sota).
Va ser reconegut amb la medalla d'or a l'Exposició Internacional Panamà – Pacífic, a San Francisco el 1915.
Cap al final de la seva vida, Törneman va abandonar els colors foscos de la seva paleta i torna enterament als colors més brillants dels seus dies a París.

## Vida íntima
Va estar casat amb la cantant noruega Gudrun Høyer-Ellefsen, qui va conèixer a París el 1908. El seu fill Algot Törneman, (1909-1993), va esdevenir un artista reconegut per dret propi. El seu pare el va pintar el 1921 a l'obra Algot med teddybjörn (Algot amb osset). Axel Törneman va morir a Estocolm als 45 anys, després de diverses hospitalitzacions, per causes gastrointestinals (diagnosticat en aquell moment com una úlcera perforada).

## Llegat

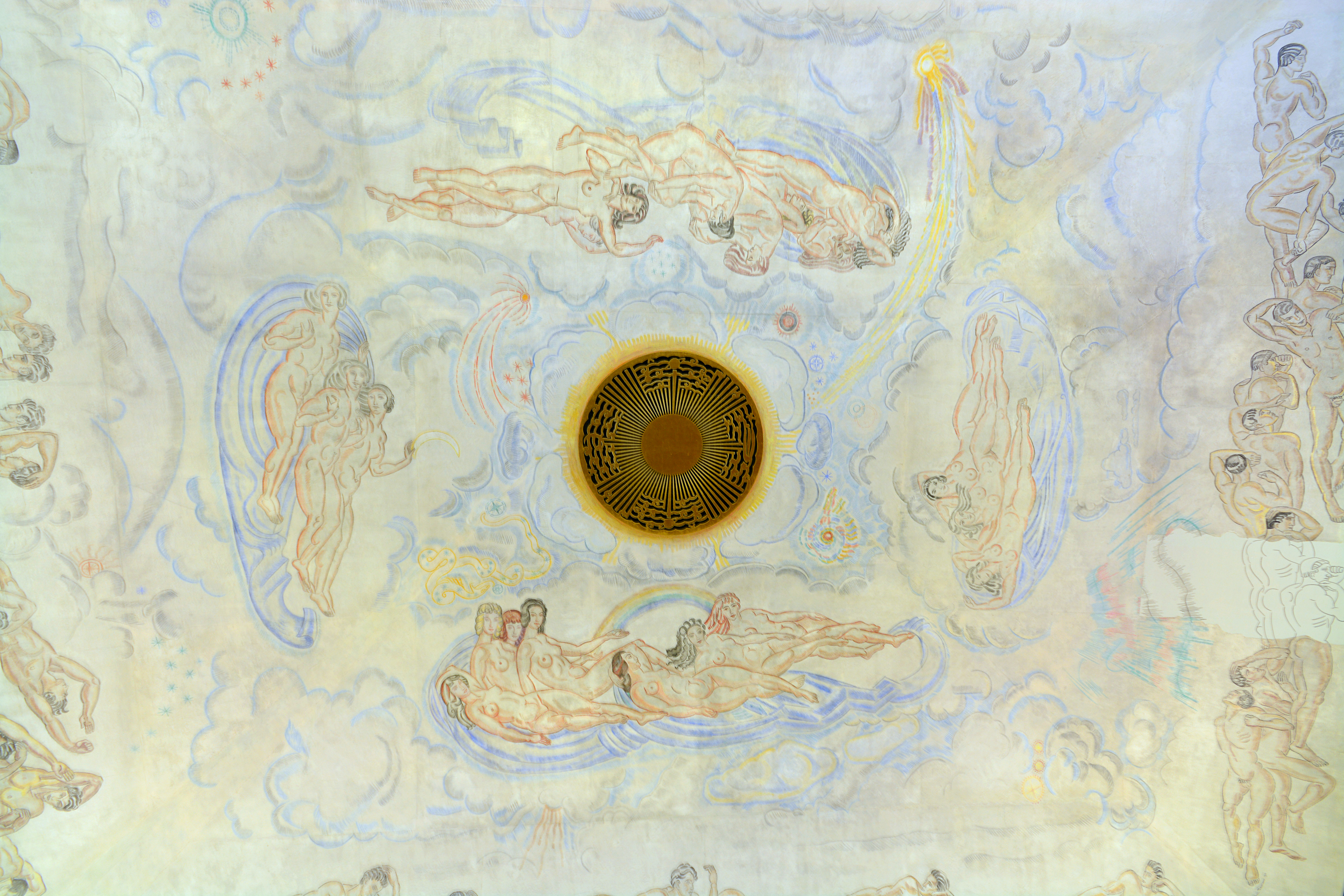
De elektriska strömmarna al sostre de la sala de conferència E1, KTH, Estocolm. El conducte de ventilació ha estat equipat amb un ventilador adequat.

Ha estat considerat "un dels pioners més importants de l'art suec". Les seves cartes, alguns esbossos, pintures, i algunes de les seves pertinences personals es conserven a la Biblioteca Nacional de Suècia, d'Estocolm.
El 1965 el Moderna Museet, d'Estocolm va fer una exposició important retrospectiva de la seva obra, 40 anys després de la seva mort.
Durant els anys 1950, la pintura de sostre a De elektriska strömmarna va desaparèixer, després d'haver estat amagada darrere d'un sostre nou després d'una renovació; es va especular que havia estat destruïda durant la construcció del KTH. Després de gairebé 40 anys d'un oblit quasi total, De elektriska va ser trobat durant unes reparacions el 1993 al seu edifici original, intacte, encara que s'havia instal·lat un conducte de ventilació al mig de la pintura. L'obra, encara considerat una part important del patrimoni cultural suec, va ser restaurada i es va traslladar el 1994, una operació que va suposar un any i va costar cinc vegades més que la pintura original.

## Obres selectes

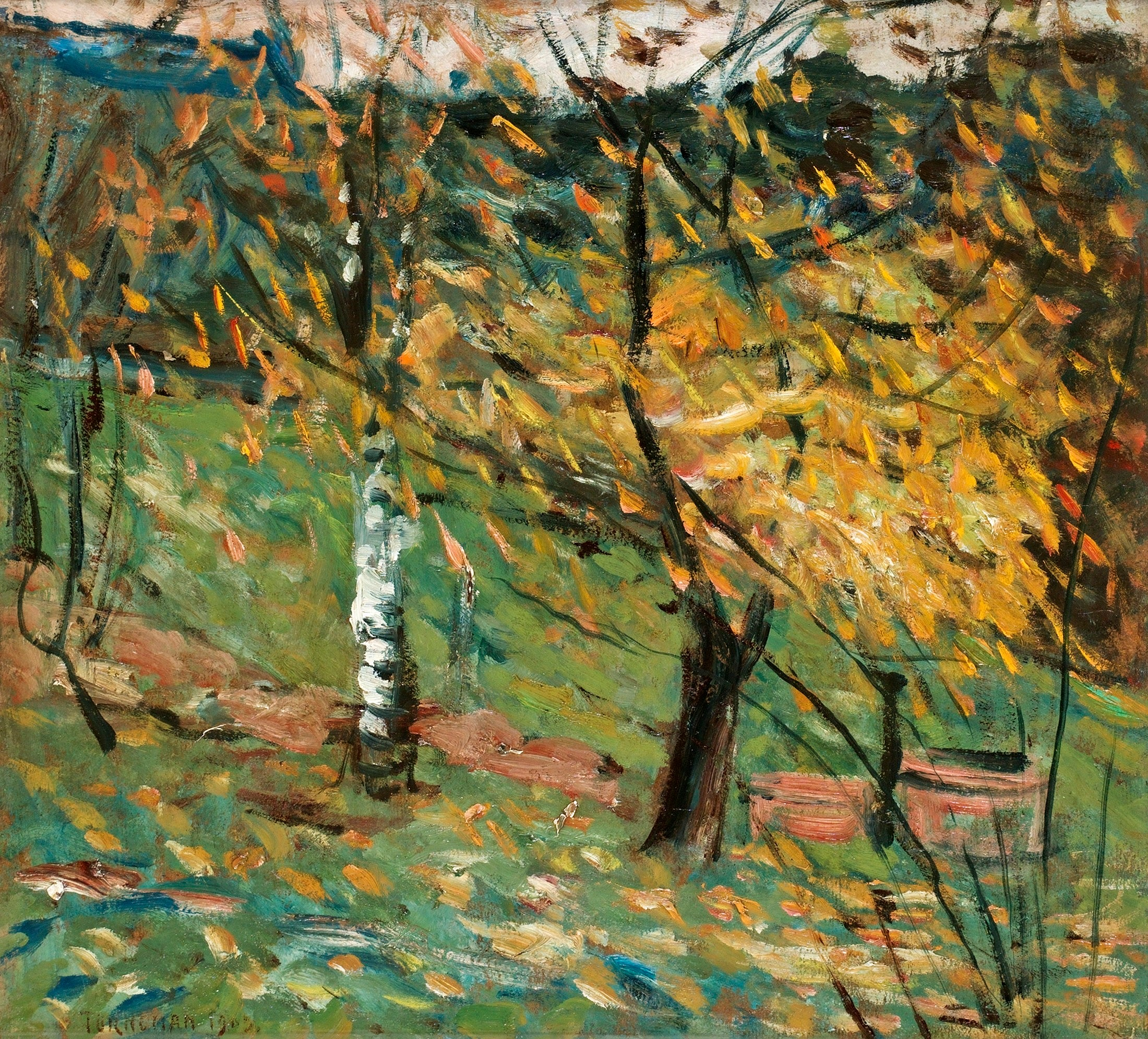
Den vita björken, 1902 (El Bedoll Blanc)
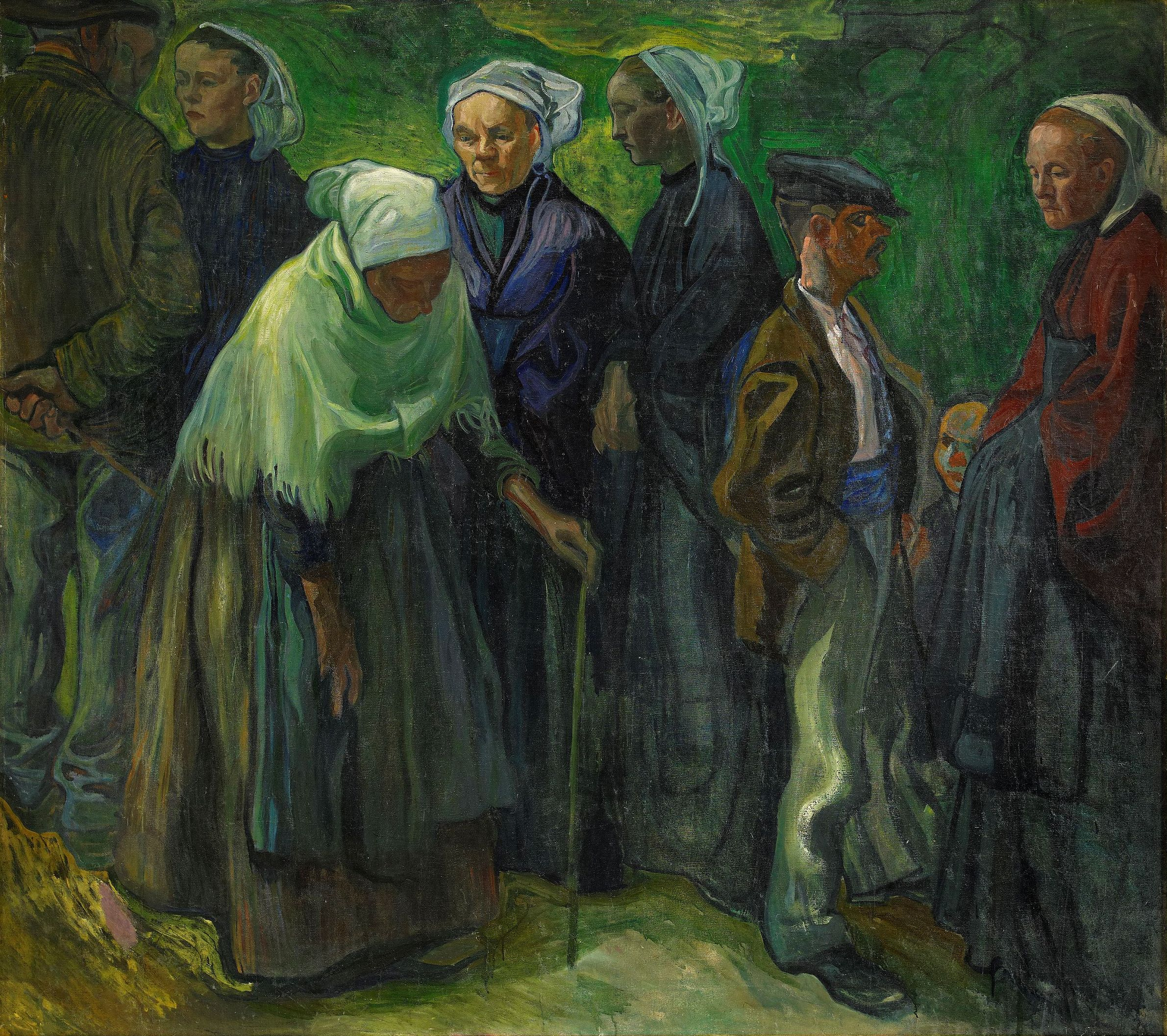
Bretagnare I, 1905 (Bretons I)
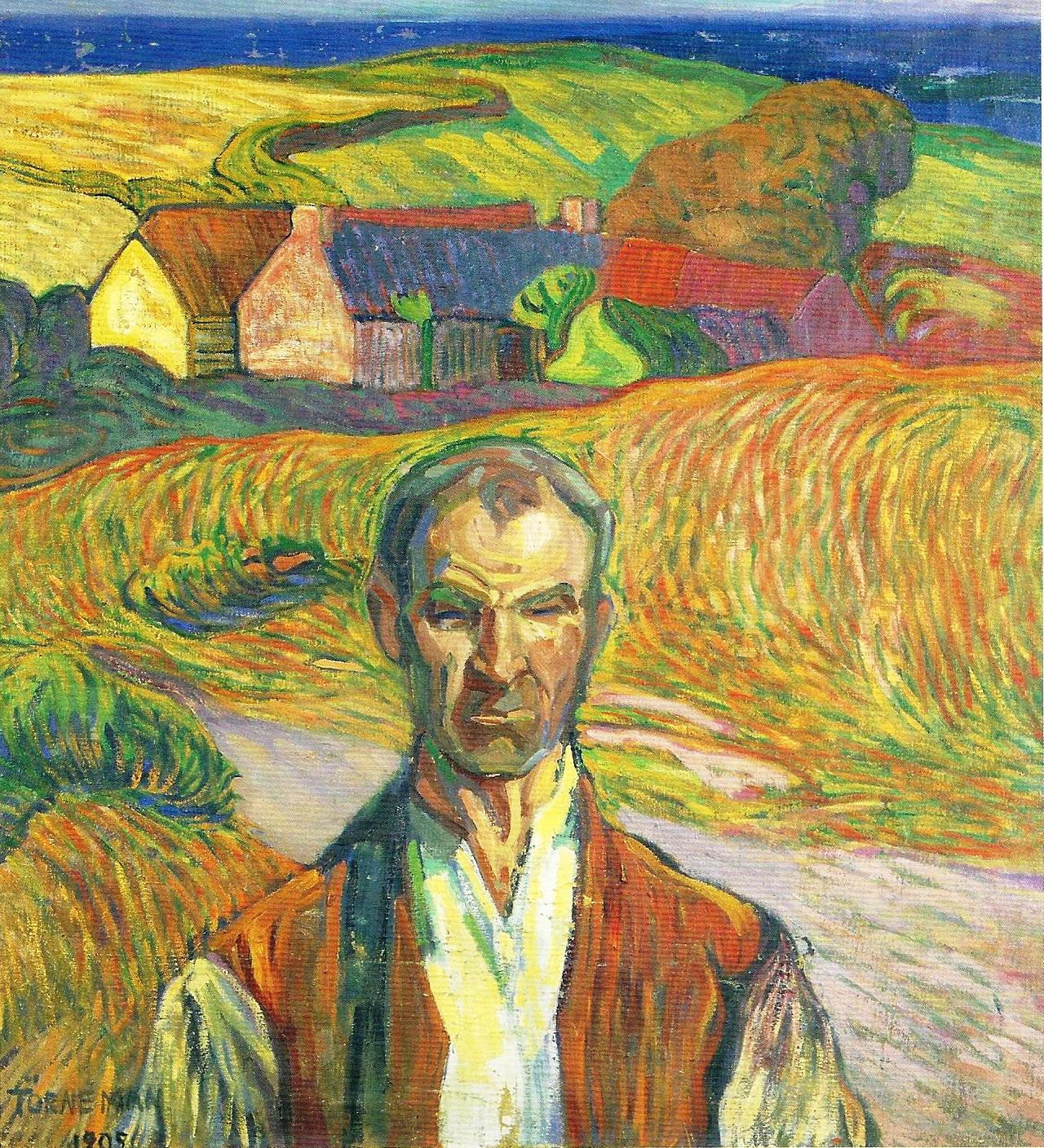
Bonden i Bretagne, 1905 (Pagès a la Bretanya)
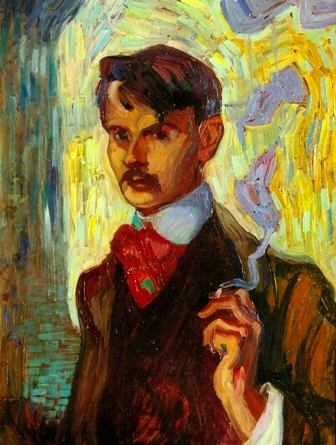
Självporträtt, 1905 (Autoretrat)
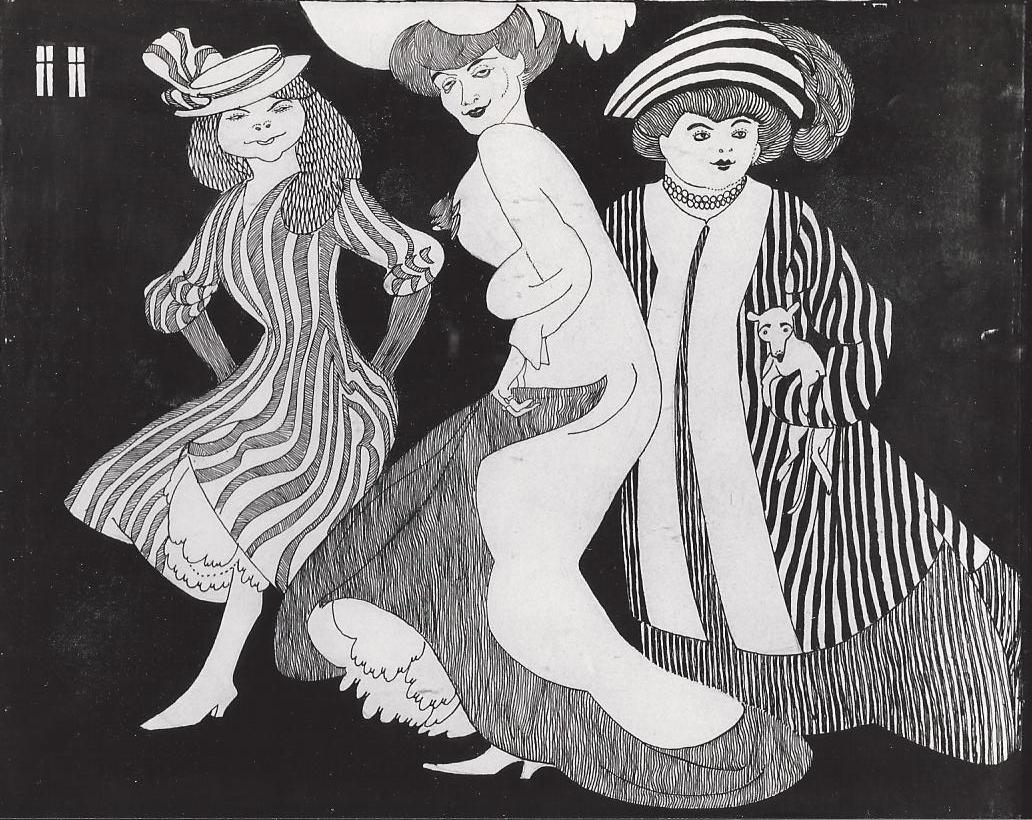
Kokotter, 1905 (Coquetes)
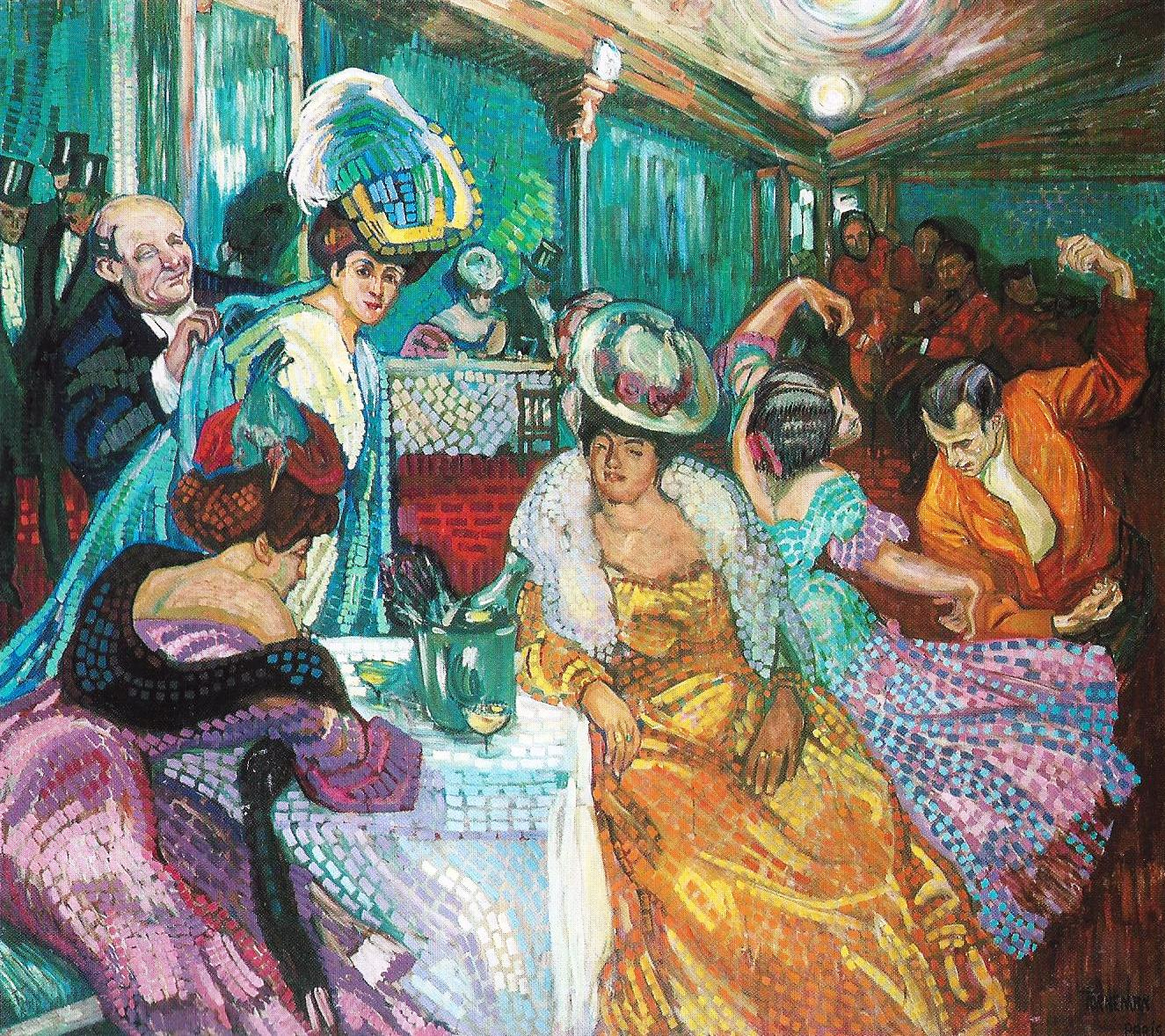
Nattcafé I, 1905–1906 (Cafè de Nit I)
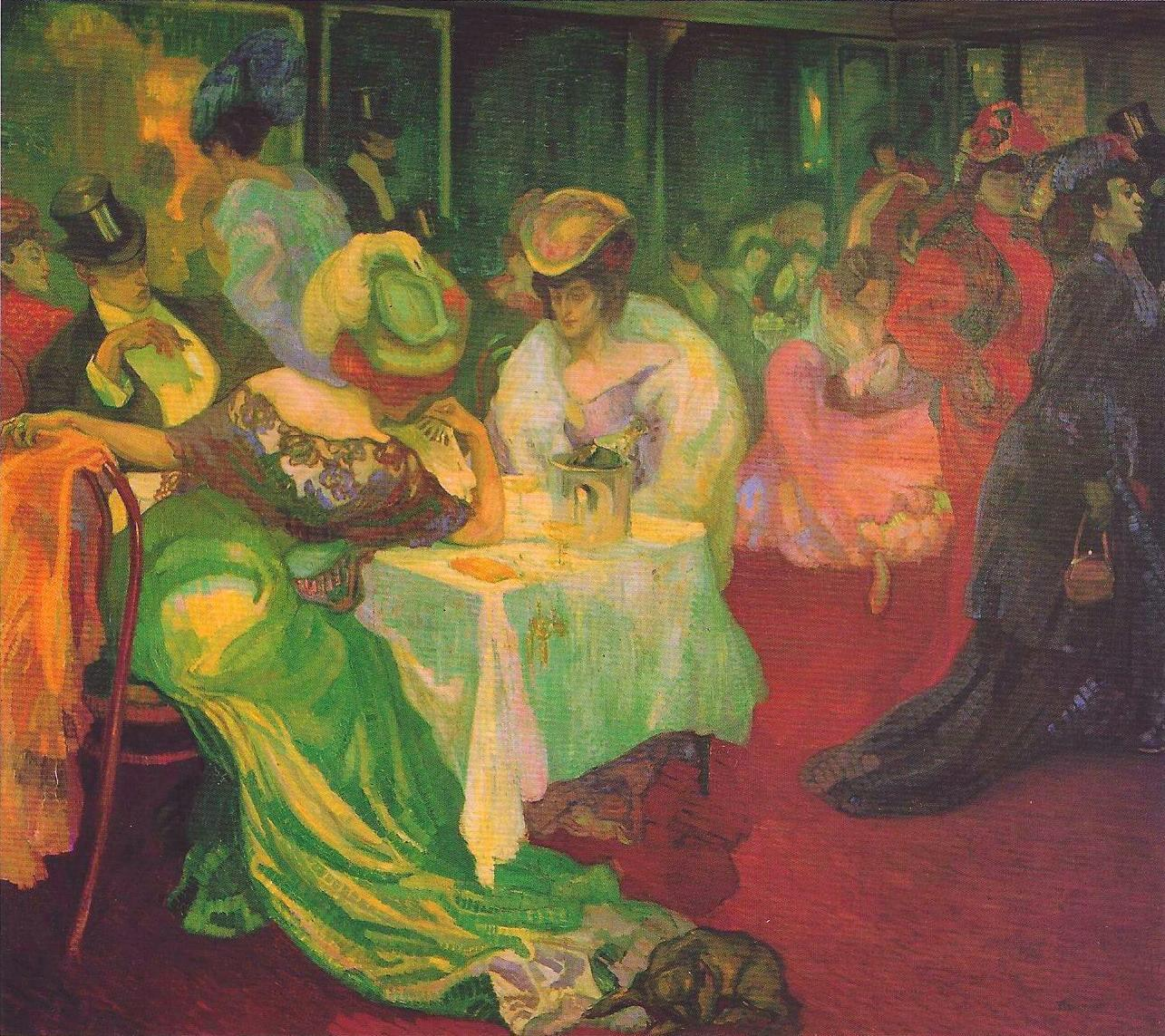
Nattcafé II, 1906 (Cafè de Nit II)
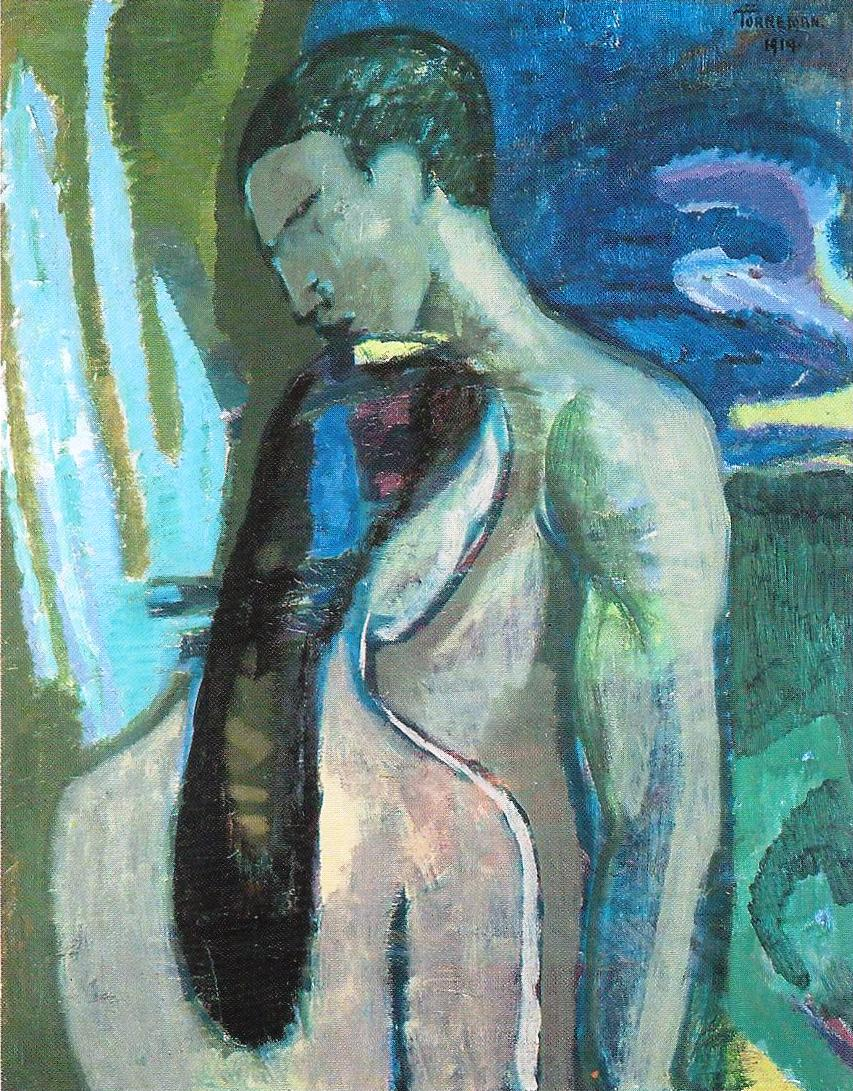
Ungdom, 1919 (Joventut)
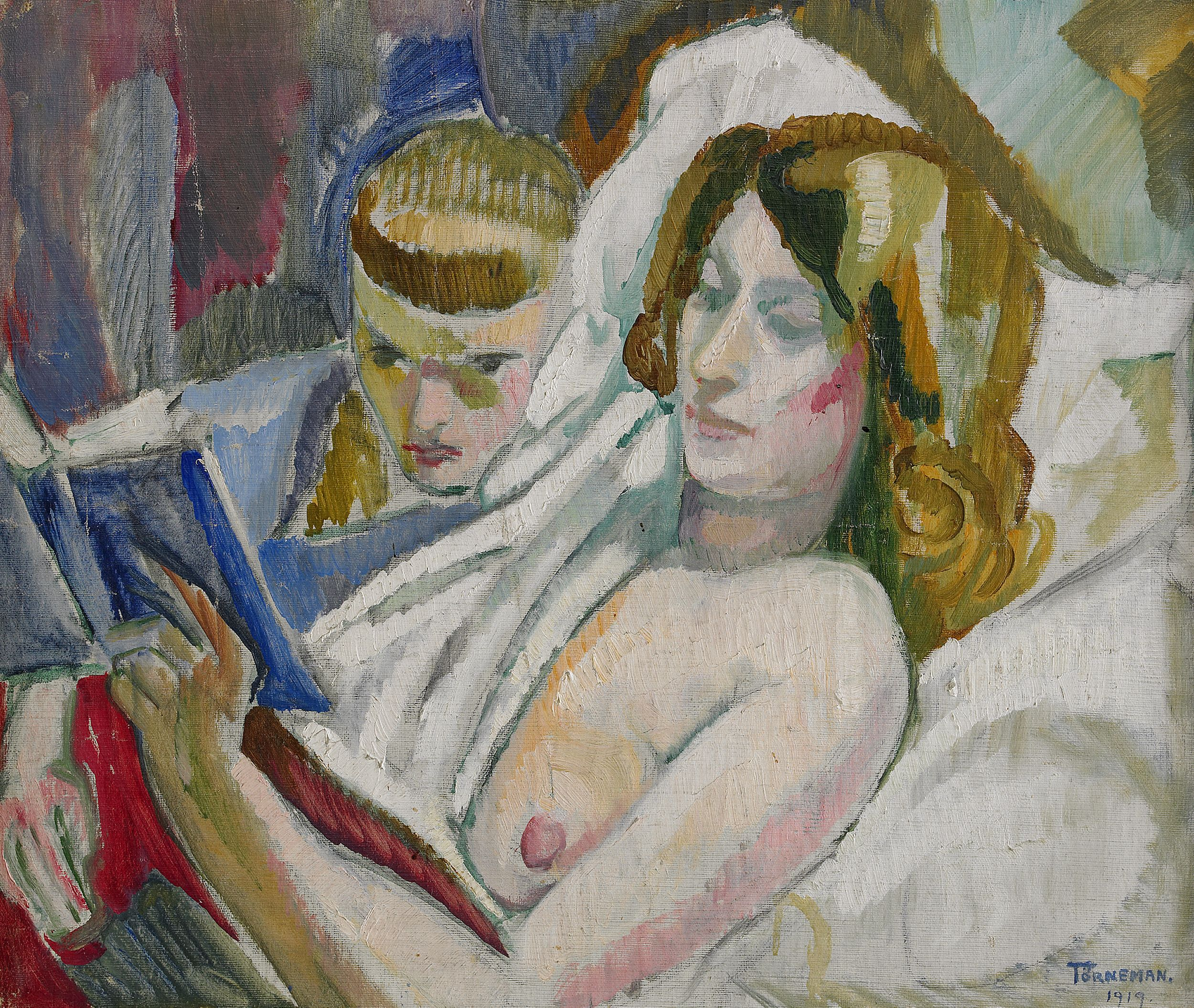
Sagostund, 1919 (Contes)
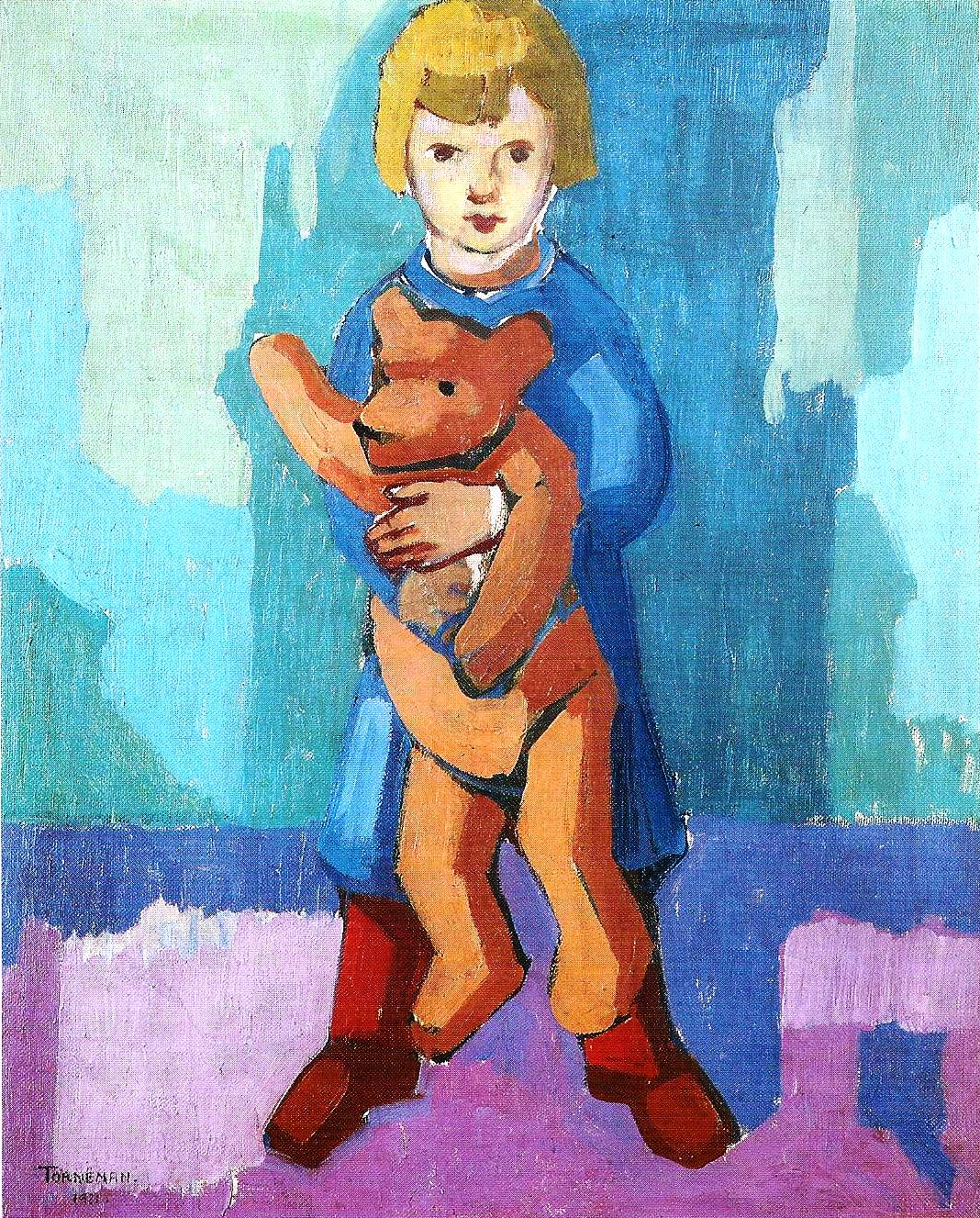
Algot med teddybjörn, 1921 (Algot amb osset)
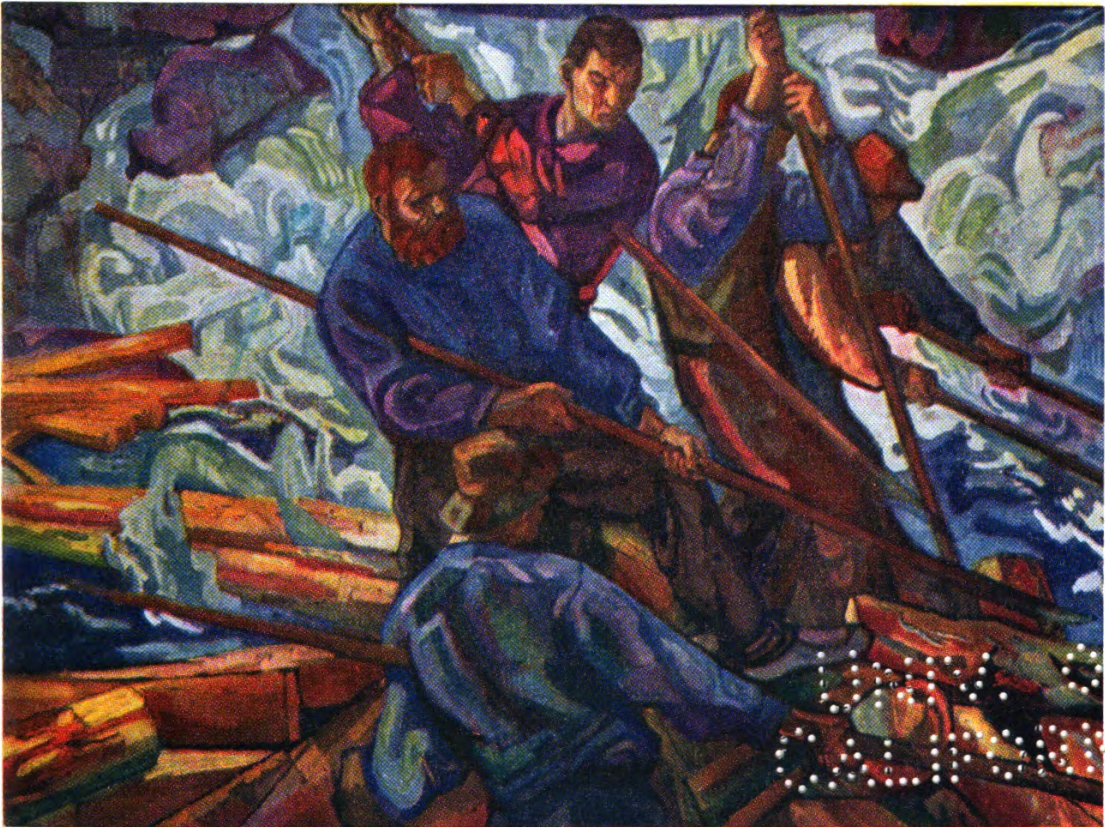
Timmerflottare, 1921 (Raiers)
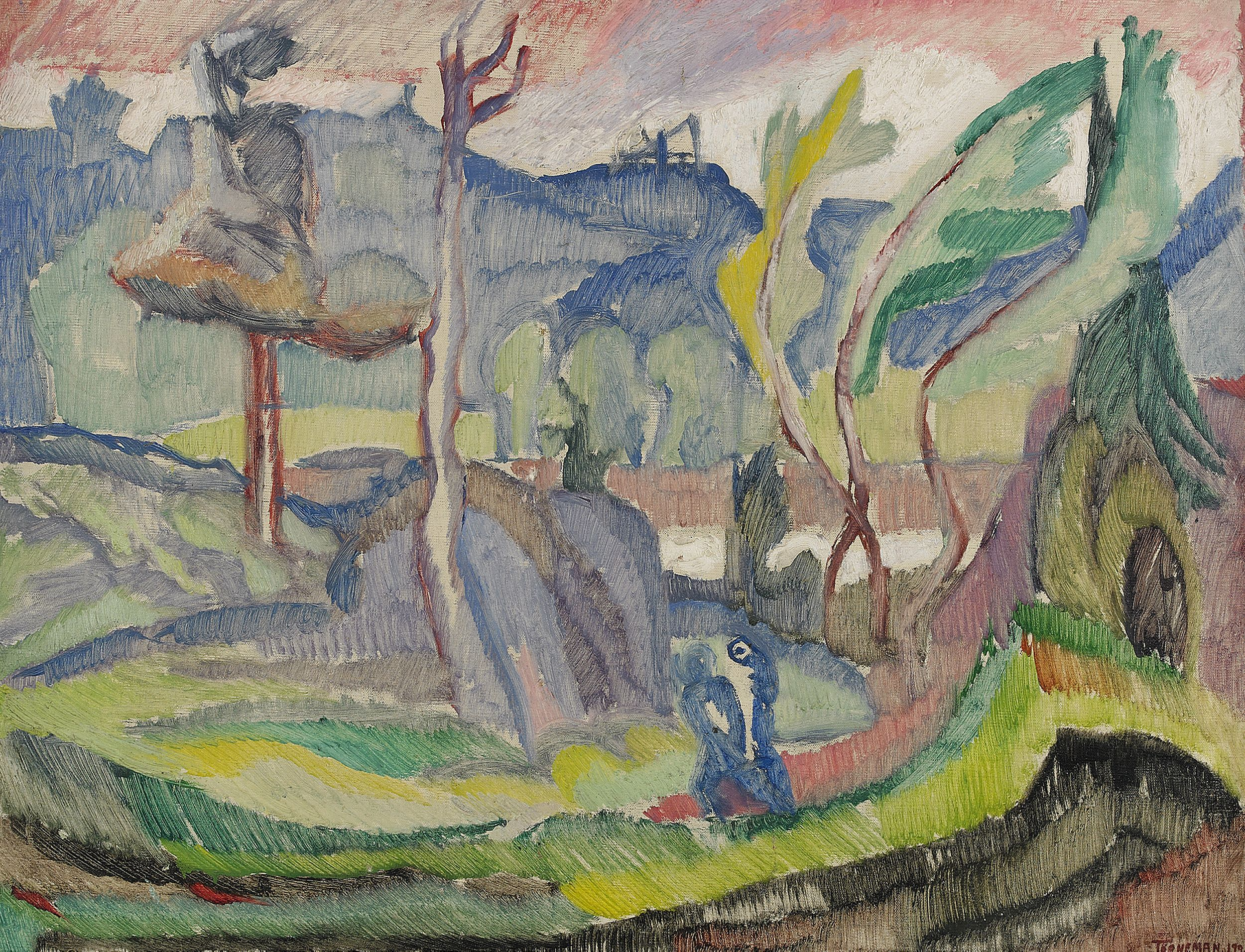
Skuggor, 1925 (Ombres)
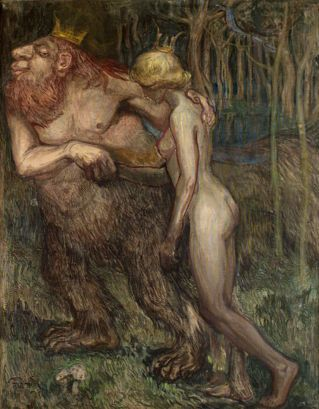
Trollkungen och prinsessan, 1925 (El Rei Troll i la Princesa)
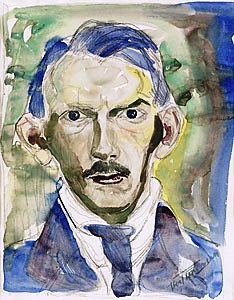
Självporträtt (Autoretrat)
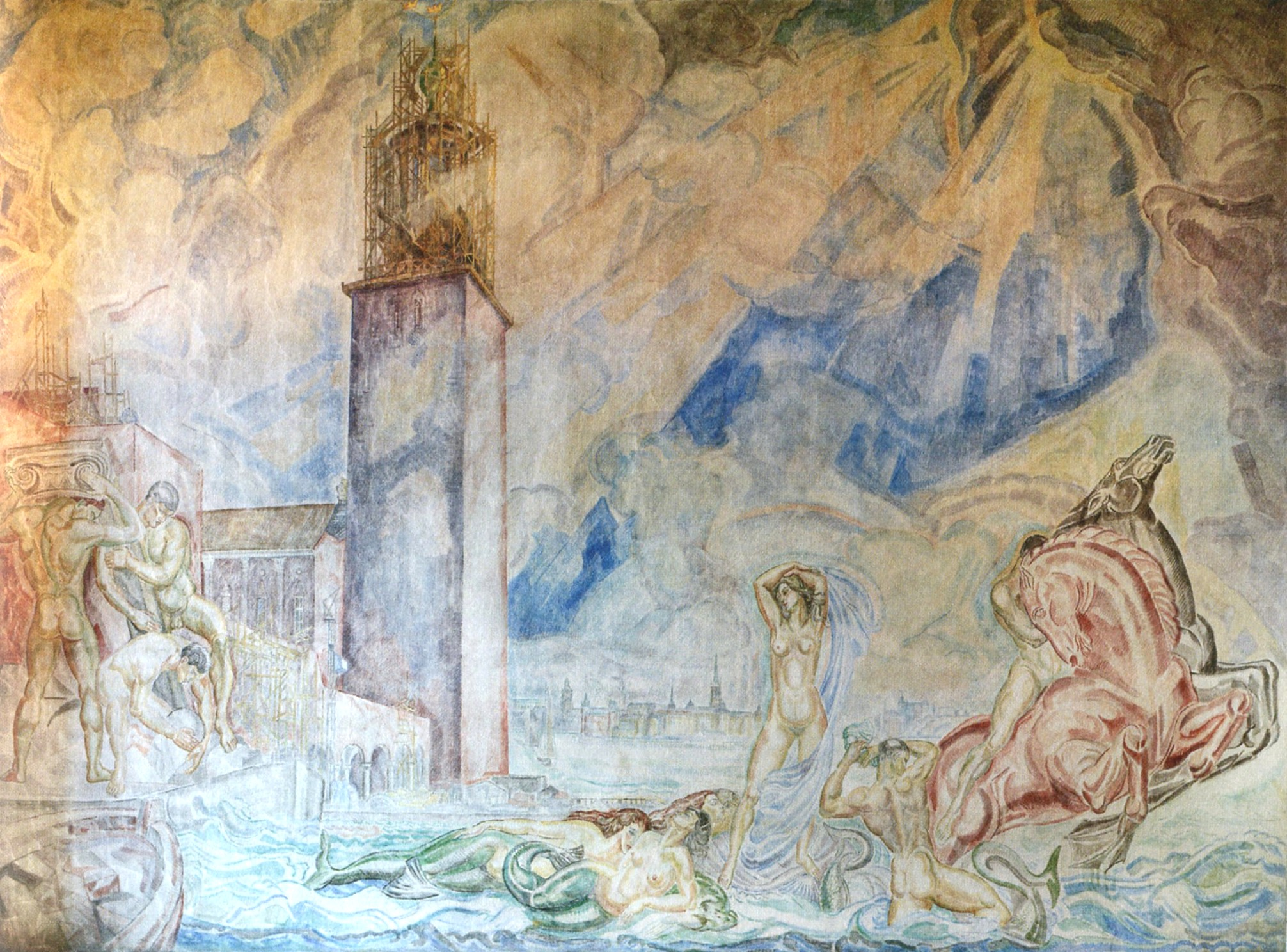
Stadshuset bygges, kalkmålning i "Blåa rummet" intill Gyllene salen (L'Ajuntament és construït, Ajuntament d'Estocolm, fresc a la "Sala Blava" posteriorment, Sala Daurada)
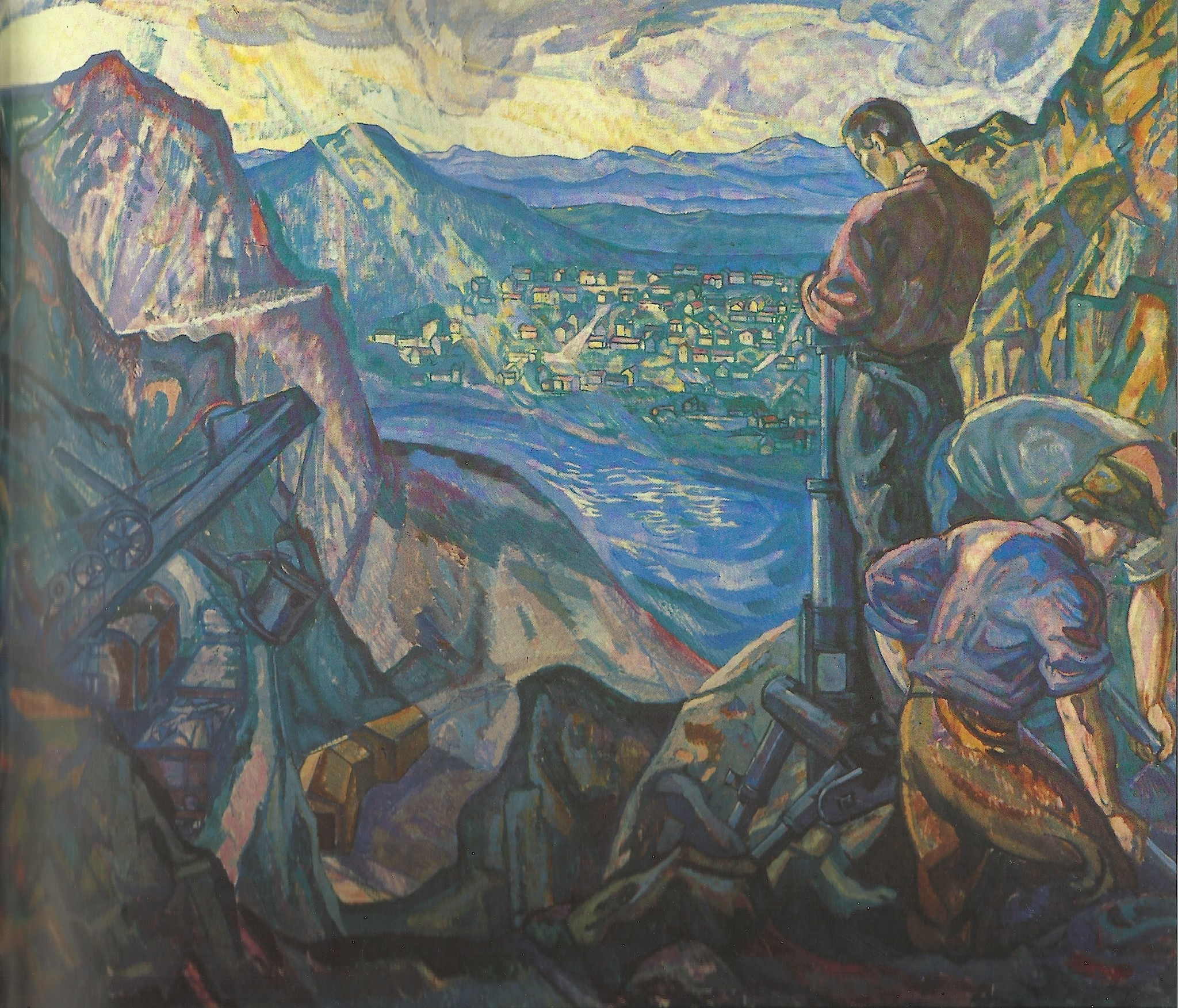
Verk i Kiruna (Ajuntament de Kiruna)

### Catàlegs d'exposicions
- Axel Törneman och kvinnan, Moderna museet, l'exposició Cataloga, Estocolm, 1965. OCLC 3138236.
- Moser, Claes, i Newall, Christopher, Axel Törneman, un Excèntric suec Colourist: 17 maig a 1 juny 1989, Leighton Museu de Casa. (L'exposició cataloga) OCLC 77608134
- Söderlund, Göran, ed., Axel Törneman. Millesgården, Estocolm, 1990. Gat. No. 24. (L'exposició cataloga) ISBN 9789187340222.
- Theorell, Anita, et al., Axel Törneman, Millesgården, Estocolm, 1990. (utställningskatalog) (L'exposició cataloga).

### Altres treballs
- Axel Törneman: arxiu d'artista, fotografies d'estudi i reproduccions de feines d'art amb documentació acompanyant 1920–2000, Frick Biblioteca de Referència de l'Art del Frick Col·lecció. Va accedir 2012-12-19. OCLC 84495008
- Theorell, Anita, Studier kring Axel Törnemans Riksdagshus Målningar, (Estudis damunt Axel Törneman les pintures d'edifici de Parlament; dissertació acadèmica), Estocolm, 1973 (Museu Stavanger Biblioteket, Noruega, (STAVMUS, bibl, 75(485))).
- Källström, Magnus, Nattcafé. Om Axel Törnemans tid i Paris 1902 – 1906, Estocolm 1988. (Cafeteria de nit. Axel Törnemans temps dins París)
- Källström, Magnus, Torgny Lagman: Axel Törnemans ma°lningar i riksdagshuset, (Casa de Parlament), Estocolm, Sandler, 1990. ISBN 9789187790201.
- Rausing, Birgit, et al., Signums svenska konsthistoria, Konsten 1890 – 1915, Lund 2001, s. 283ff, (Signums història d'art suec), ISBN 9789187896460.
- Axel Törneman, Några anteckningar om vännen och vapenbrodern i kampen för den unga konsten. Sångerskan, Gudrun Høyer-Ellefsen, tillägnade; porció dins llibre: Norlind, Ernst, Intermezzon och bagateller, Estocolm, 1907, p. 61. Va accedir 2012-12-19. (Inclou una caricatura de Törneman a la feina amb caption: "Axel Törneman, Algunes notes sobre els vostres amics i germans en armes en la lluita per avant garde art" i va signar "Gudrun Høyer-Ellefsen" (la seva muller)) (llibre de Google sencer)
- Axel Törneman, Recerca, Consorci de Recursos d'Art de Nova York, arcada.nyarc.org. Va accedir 2012-12-20.